# قرار مجلس الأمن التابع للأمم المتحدة رقم 1897
قرار مجلس الأمن التابع للأمم المتحدة رقم 1897 المتخذ بالإجماع في 30 نوفمبر 2009.

## القرار
قرر مجلس الأمن، تجديد أذوناته السابقة للدول والمنظمات الإقليمية المتعاونة مع الحكومة الاتحادية الانتقالية الصومالية لمدة 12 شهرًا بدخول المياه الإقليمية الصومالية واستخدام جميع الوسائل اللازمة لمكافحة القرصنة والسطو المسلح في البحر قبالة الساحل الصومالي، شريطة أن تقدم الحكومة الاتحادية الانتقالية إخطارًا مسبقًا إلى الأمين العام.
وباعتماد القرار 1897 (2009) بالإجماع بموجب الفصل السابع من ميثاق الأمم المتحدة، دعا المجلس أيضًا جميع الدول والمنظمات الإقليمية المنخرطة في هذا الكفاح إلى إبرام اتفاقات أو ترتيبات خاصة مع البلدان الراغبة في احتجاز القراصنة. وينبغي أن تسمح هذه الترتيبات ببدء عمل المسؤولين عن إنفاذ القانون من هذه البلدان الراغبة في تسهيل التحقيق مع الأشخاص المحتجزين نتيجة عمليات مكافحة القرصنة ومقاضاتهم، شريطة الحصول على الموافقة المسبقة من الحكومة الاتحادية الانتقالية على ولاية دولة ثالثة في المياه الإقليمية الصومالية وأن هذه الترتيبات لا تخل بالتنفيذ الفعال لاتفاقية قمع الأعمال غير المشروعة الموجهة ضد سلامة الملاحة البحرية.
ويؤكد القرار أن تجديد التفويضات ينطبق فقط على الوضع في الصومال ولن يؤثر على حقوق أو التزامات أو مسؤوليات الدول فيما يتعلق بأي وضع آخر. ويشدد بشكل خاص على أنه لا ينبغي اعتباره بمثابة إنشاء للقانون الدولي العرفي ويؤكد أن تراخيصه قد تم تجديدها فقط بعد استلام الخطابات المؤرخة 2 و 6 نوفمبر 2009 ، والتي نقلت موافقة الحكومة الاتحادية الانتقالية.
ومن بين الأحكام الأخرى في النص، دعا المجلس الدول إلى مساعدة الصومال في تعزيز قدرته على محاكمة أولئك الذين يستخدمون الأراضي الصومالية للتخطيط لأعمال القرصنة والسطو المسلح أو تيسيرها أو ارتكابها، بما يتفق مع القانون الدولي الساري لحقوق الإنسان. طُلب من جميع الدول - ولا سيما دول العلم والميناء والدول الساحلية، وكذلك دول ضحايا ومرتكبي القرصنة والسطو المسلح - أن تتعاون من أجل ضمان إخضاع جميع القراصنة الذين تم تسليمهم إلى السلطات القضائية لعملية قضائية.
ورحب المجلس بالتنقيحات التي أجرتها المنظمة البحرية الدولية لتوصياتها وإرشاداتها بشأن منع القرصنة والسطو المسلح وقمعهما، وحث الدول كذلك، بالتعاون مع المنظمة البحرية الدولية وصناعات الشحن والتأمين، على مواصلة تطوير وتنفيذ التجنب، والتهرب، وأفضل الممارسات والإرشادات الدفاعية التي يجب اتخاذها عند التعرض للهجوم أو عند الإبحار في المياه قبالة الساحل الصومالي.